# أليكس جاكوب
أليكس جاكوب (بالإنجليزية: Alex Jacob)‏ هو لاعب بوكر أمريكي، ولد في 27 أكتوبر 1984 في هيوستن في الولايات المتحدة.